# You Feel So Lonely You Could Die
Pistes de The Next Day
How Does the Grass Grow?
(12) Heat
(14)
You Feel So Lonely You Could Die est une chanson de David Bowie parue en 2013 sur l'album The Next Day. Bourré de références musicales et littéraires à son album de 1972 The Rise and Fall of Ziggy Stardust and the Spiders from Mars, le morceau évoque un désir de vengeance violente, peut-être celui d'un amant trahi par son ex ou celle d'un espion donné par son partenaire agent double.

## Description

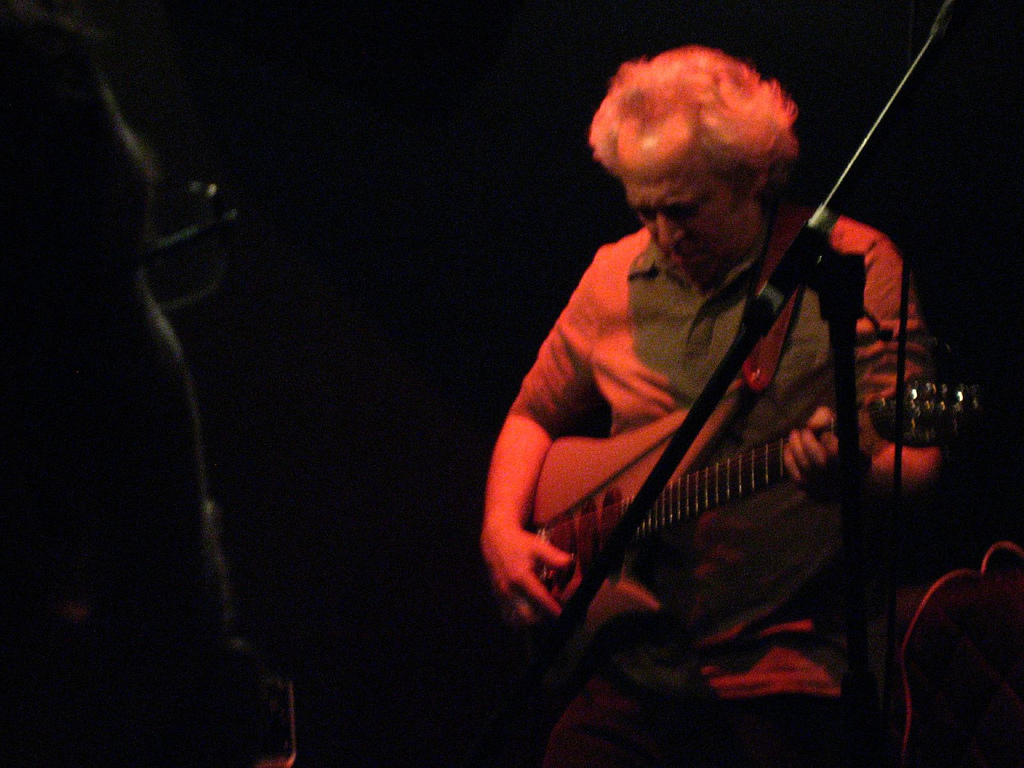
Le guitariste David Torn.

Tout dans ce morceau, en cela atypique dans The Next Day, renvoie à l'album de Bowie de 1972 The Rise and Fall of Ziggy Stardust and the Spiders from Mars. Si l'introduction à la batterie, avec son rythme rapide / lent / lent, est incontestablement la finale de sa piste d'ouverture Five Years,,, les parallèles sont encore plus nombreux avec la chanson Rock 'n' Roll Suicide, : là où celle-ci tournait autour de la phrase « Oh no, love, you're not alone! » (« Oh non, amour, tu n'es pas seul(e) ! »), comme adressée à un candidat au suicide et gonflant d'espoir toute une génération d'adolescents mal à l'aise dans la société britannique du début des années 1970, c'est en 2013 le plus désespéré « You feel so lonely you could die » (« Tu te sens seul(e) à en mourir ») que Bowie entonne. Au delà du texte, Nicholas Pegg relève la similitude des « arrangements grandioses d'arpèges de guitares et de tourbillons de claviers, des basses haletantes », des chœurs puissants et du style vocal adopté par le chanteur. Même ambiance théâtrale aussi, comme un croisement entre le rock et la chanson expressionniste qu'il qualifie de « Piaf-meets-Presley ». 
Mais à l'empathie enthousiaste qui innerve Rock 'n' Roll Suicide, répond ici un texte acrimonieux, chargé de haine et d'idées de meurtre et de souffrance. Bowie a résumé la chanson en trois mot, « traitor, urban, comeuppance » (traître, urbain et châtiment) et Tony Visconti a exprimé l'idée que même si elle sonne comme une chanson d'amour, elle parlerait « d'une histoire russe, du temps de la guerre froide et de l'espionnage, et d'une horrible disparition ».
Une autre lecture bien trop premier degré verrait dans les paroles de You Feel So Lonely You Could Die l'expression de l'aigreur de Bowie à l'encontre d'anciens proches (certains évoquent son ex-femme Angie pour ses sorties médiatiques d'alors, ou encore Morrissey, pour avoir emprunté subrepticement un peu trop Rock 'n' Roll Suicide de pour son I Know It's Gonna Happen Someday).
Dans une ambiguïté qui serait alors voulue la chanson combine peut-être les deux thèmes de vengeance : la jalousie sexuelle de l'amant abandonné par son ex, et la haine meurtrière d'un espion trahi par son partenaire agent double. Les deux notions se confondent intimement dans un vers comme « Je t'entends gémir dans ta chambre, oh, vois si je m'en soucie »,. 
Quoi qu'il en soit certains vers figurent parmi les plus sombres et les plus terrifiants jamais écrits par Bowie :
« Oblivion shall own you
Death alone shall love you
I hope you feel so lonely you could die. »
« L'oubli prendra possession de toi
Seule la mort t'aimera
J'espère que tu te sentiras seul à en mourir. »
Parmi les influences externes, transparaissent les accents du Hallelujah de Leonard Cohen (1984) et dans le titre une citation à peine altérée du classique Heartbreak Hotel d'Elvis Presley (1956). Pour Nicholas Pegg, ces deux renvois bien trop connus ne sont que des fausses pistes où Bowie attire l'auditeur dans un jeu d'illusions trompeuses. L'image sinistre d'un « cadavre suspendu à une poutre » a été associée à une réminiscence d’œuvres morbides du peintre symboliste belge James Ensor ; plus étonnant, c'est aussi ainsi qu'en 1990 le groupe punk Scaterd Few réclame dans Kill the Sarx qu'on traite Ziggy Stardust : « Pendez-le aux chevrons »,.
Avec une durée de quatre minutes et quarante et une secondes, c'est la plus longue piste de l'album.

## Enregistrement
Les instruments sont enregistrés le 3 mai 2011,  la voix de Bowie le 2 mars 2012.

## Critiques
Selon Steve Leftridge c'est une des chansons les plus amères et vindicatives de Bowie, très évocatrice, avec de superbes arrangements de Tony Visconti.

## Musiciens
- David Bowie : chant, production, guitare acoustique
- Tony Visconti : guitare, arrangement des cordes, ingénieur, mixage, production
- David Torn : guitare
- Gerry Leonard (en) : guitare
- Gail Ann Dorsey : basse, chœurs
- Janice Pendarvis : chœurs
- Henry Hey (en) : piano
- Zachary Alford : batterie
- Maxim Moston, Antoine Silverman, Hiroko Taguchi, Anja Wood : cordes